# Miareczkowanie konduktometryczne
Miareczkowanie konduktometryczne – w chemii analitycznej chemiczna technika miareczkowa polegająca na pomiarze zmian przewodnictwa elektrycznego analizowanego roztworu w trakcie stopniowego dodawania do niego odczynnika miareczkującego.
Znajduje zastosowanie w przypadku roztworów silnie zabarwionych lub mętnych, a także w reakcjach, w których tworzą się kompleksy.
Miareczkowanie konduktometryczne przeprowadzane jest zwykle w układzie kwas-zasada. O przewodnictwie układu kwas-zasada decydują głównie bardzo ruchliwe jony hydroniowe, a zatem jest ono funkcją pH układu.
Przy miareczkowaniu słabych kwasów, nie zauważa się początkowego spadku przewodnictwa, gdyż od razu powstaje mocny elektrolit. Pomimo tego po osiągnięciu punktu równoważnikowego, stężenie jonów hydroksylowych i ciągłe zwiększanie się sumy stężeń wszystkich jonów, powoduje powstanie wyraźnego załamania w punkcie zobojętnienia na krzywej miareczkowania. Przy miareczkowaniu mieszaniny mocny – słaby kwas, najpierw zostaje zneutralizowany mocny kwas.